# MKTO
MKTO is een Amerikaans duo bestaande uit Malcolm Kelley en Tony Oller. De debuutsingle Thank You verscheen in januari 2013. De volgende single, Classic, verscheen in juni 2013. MKTO's debuutalbum verscheen op 30 januari 2014.

## Carrière
Malcolm Kelley en Tony Oller ontmoetten elkaar in 2010 tijdens het filmen van de Nickelodeon-televisieserie Gigantic, waarin zij elkaars beste vrienden speelden. Later hebben ze een duo gevormd en kwamen ze met de naam MKTO. De naam komt voort uit de gecombineerde initialen van de leden. Ook staat het voor: Misfit Kids en Total Outcasts.
De groep heeft getekend bij Columbia Records en hun debuutsingle "Thank You" verscheen op 15 januari 2013. "Thank You" is een combinatie van pop en hiphop. De video werd meer dan 500.000 keer bekeken in twee dagen. Het nummer kwam in de top 10 van Australië en Nieuw-Zeeland. In de muziekvideo is Harold Perrineau te zien, die in de televisieserie Lost speelt.
In juli 2013 waren ze het voorprogramma voor Emblem3 op hun zomertournee door de Verenigde Staten. Ook waren ze de openingsact voor Demi Lovato's "Demi: World Tour" in 2014. In februari 2014 bereikte MKTO met hun debuutalbum de eerste plaats in de Australische en de zesde plaats in de Nieuw-Zeelandse hitlijst.

## Discografie

### Albums
| Titel | Albumdetails                                                             | Hoogste hitlijstnoteringen | Hoogste hitlijstnoteringen | Hoogste hitlijstnoteringen |
| Titel | Albumdetails                                                             | AUS                        | NZ                         | US                         |
| ----- | ------------------------------------------------------------------------ | -------------------------- | -------------------------- | -------------------------- |
| MKTO  | - Verschenen: 30 januari 2014 - Formaten: cd, download - Label: Columbia | 1                          | 6                          | 31                         |

### Singles
| "Thank You"      | 2012 | 2  | 38 | 27   | 7  | 53 | —  | — | —  | - ARIA: 3 × platina - RIANZ: platina              | MKTO |  |  |  |  |  |  |  |  |
| "Classic"        | 2013 | 9  | —  | tip5 | 8  | —  | 26 | — | 18 | - ARIA: 2 × platina - RIANZ: platina - RIAA: goud | MKTO |  |  |  |  |  |  |  |  |
| "God Only Knows" | 2013 | 11 | —  | —    | 19 | —  | —  | — | —  | - ARIA: platina - RIANZ: goud                     | MKTO |  |  |  |  |  |  |  |  |
| "American Dream" | 2014 | 40 | —  | —    | 12 | —  | —  | — | —  |                                                   | MKTO |  |  |  |  |  |  |  |  |
|                  |      |    |    |      |    |    |    |   |    |                                                   |      |  |  |  |  |  |  |  |  |

## Prijzen en nominaties
| Jaar | Prijs                     | Categorie          | Ontvanger | Resultaat   |
| ---- | ------------------------- | ------------------ | --------- | ----------- |
| 2014 | Radio Disney Music Awards | Catchiest New Song | "Classic" | Genomineerd |